# Universiteitshoogleraar
De universiteitshoogleraar (Engels: distinguished professor) is een bijzondere functie aan een Nederlandse universiteit, die bekleed wordt door toonaangevende hoogleraren.
Ten opzichte van gewone hoogleraren krijgt een universiteitshoogleraar veel vrijheid, extra geld voor onderzoek, en vaak vrijstelling van bestuurswerk of onderwijsverplichtingen. Soms is de universiteitshoogleraar leider van een grotere onderzoeksgroep, en valt hij niet meer onder een enkele faculteit of onderzoeksgroep. Gewoonlijk zijn universiteitshoogleraren tamelijk dicht bij hun emeritaat; de aanstelling als universiteitshoogleraar stelt hen dan in staat om ideeën die vanwege onderwijs- en bestuursverplichtingen zijn blijven liggen alsnog uit te werken. Naast hun bijzondere status beschikken zij gemiddeld over een budget van 150.000 euro per jaar om hun onderzoek te doen. 
Universiteitshoogleraren aan de Universiteit van Amsterdam worden geacht "een impuls te geven aan wetenschappelijke ontwikkelingen die de traditionele disciplines overstijgen, en een belangrijke bijdrage te leveren aan de profilering van de universiteit". Bij de Universiteit Utrecht gaat het om "excellente wetenschappers met een disciplineoverstijgende visie en uitstraling" die alle vrijheid krijgen "om vernieuwende vormen van onderwijs en onderzoek te initiëren". Echter niet alle universiteitshoogleraren kiezen ervoor om zich enkel en alleen op onderzoek te richten. Universiteitshoogleraar Elsken van de Wall zegt bijvoorbeeld dat zij de patiënten wil blijven behandelen en promovendi opleiden.